# Mecz lekkoatletyczny Austria – Polska 1932
Mecz lekkoatletyczny Austria – Polska 1932 – zawody lekkoatletyczne, które odbyły się 28 września 1932 roku w Wiedniu.
Było to pierwszy spotkanie pomiędzy tymi państwami. Mecz rozegrano między reprezentacjami mężczyzn. Austria pokonała Polskę 62:58.
Austriacy ustanowili 12 rekordów kraju, Polacy (mający w tamtym czasie bardzo napięty kalendarz startów) – 1 (sztafeta szwedzka: Stefan Kostrzewski, Klemens Biniakowski, Jan Hillman i Karol Czysz ustanowiła rekord Polski w tej konkurencji wynikiem 2:01,8). Lepsze wyniki od rekordów krajów ustanowili w biegu na 110 metrów przez płotki: Austriak Johann Langmayer oraz Polak Stefan Nowosielski, jednak obaj strącili po jednym płotku co, przy ówczesnych przepisach, nie pozwalało na uznanie rekordów.

## Rezultaty
| Konkurencja:               | 1. miejsce                                                                               | Rezultat | 2. miejsce                                                                    | Rezultat | 3. miejsce           | Rezultat | 4. miejsce          | Rezultat |
| Bieg na 100 m              | Alfred Lechner                                                                           | 10,8     | Max Klein                                                                     | 10,9     | Jan Hillman          | 11,2     | Edward Trojanowski  |          |
| Bieg na 400 m              | Johann-Baptist Gudenus                                                                   | 50,4     | Klemens Biniakowski                                                           | 50,4     | Fritz Deutscher      | 51,7     | Józef Miller        |          |
| Bieg na 800 m              | Antoni Maszewski                                                                         | 1:56,8   | Hubert Pugl                                                                   | 1:57,0   | Karl Kuntschitz      | 1:58,4   | Kazimierz Kuźmicki  |          |
| Bieg na 3000 m (2 mile)    | Janusz Kusociński                                                                        | (9:20,0) | Friedrich Leitgeb                                                             | 8:50,6   | Karl Leban           | 8:51,4   | Maksymilian Hartlik | 8:59,0   |
| Bieg na 110 m przez płotki | Johann Langmayer                                                                         | 15,0     | Stefan Nowosielski                                                            | 15,1     | Wojciech Trojanowski | 15,6     | Karl Deschka        | 15,7     |
| Sztafeta 400–300–200–100 m | Republika Austriacka · Johann-Baptist Gudenus · Alfred König · Max Klein · Ernst Lechner | 2:00,1   | Polska · Stefan Kostrzewski · Klemens Biniakowski · Jan Hillman · Karol Czysz | 2:01,8   |                      |          |                     |          |
| Skok wzwyż                 | Jerzy Pławczyk                                                                           | 1,83     | Georg Juszczynski Władysław Niemiec                                           | 1,80     |                      |          | Franz Schwertberger | 1,75     |
| Skok o tyczce              | Wilhelm Schneider                                                                        | 3,70     | Egon Höller Juliusz Kluk                                                      | 3,60     |                      |          | Wolfgang Oppenheim  | 3,50     |
| Skok w dal                 | Gottfried Peintner                                                                       | 6,71     | Stefan Nowosielski                                                            | 6,70     | Jan Wieczorek        | 6,62     | Franz Schwertberger | 6,42     |
| Pchnięcie kulą             | Zygmunt Heljasz                                                                          | 14,60    | Robert Vetter                                                                 | 14,08    | Emil Janausch        | 13,70    | Juliusz Kluk        | 11,94    |
| Rzut dyskiem               | Emil Janausch                                                                            | 48,73    | Zygmunt Heljasz                                                               | 43,76    | Stephan Skodler      | 42,43    | Jan Wieczorek       | 41,62    |
| Rzut oszczepem             | Władysław Mikrut                                                                         | 60,70    | Ernst Bezwoda                                                                 | 60,46    | Walter Turczyk       | 59,76    | Johann Holleschek   | 53,77    |